# Neomilichia fuscata
Neomilichia fuscata là một loài bướm đêm trong họ Noctuidae.